# Suture Bench
Die Suture Bench (englisch für Nahtbank) ist eine terrassenartige Anhöhe im ostantarktischen Viktorialand. In der Mesa Range ragt sie am südöstlichen Ende der Gair Mesa oberhalb des Kopfendes des Campbell-Gletschers auf.
Die Nordgruppe einer von 1962 bis 1963 durchgeführten Kampagne im Rahmen der New Zealand Geological Survey Antarctic Expedition. Namensgebend war der Umstand, dass ein Schlittenhund im Kampf mit einem anderen hier so schwer verletzt wurde, dass seine Wunden genäht werden mussten.